# Tompa (železniční zastávka)
Tompa je železniční zastávka v maďarském městě Tompa, které se nachází v župě Bács-Kiskun. Zastávka byla otevřena v roce 1882, kdy byla zprovozněna trať mezi Budapeští a Bělehradem.

## Provozní informace
Zastávka má 1 nástupní hranu. Ve stanici není možnost zakoupení si jízdenky a je elektrifikovaná střídavým proudem 25 kV, 50 Hz. Provozuje ji společnost MÁV.

## Doprava
Zastavují zde 2 páry mezinárodních expresů v trase Budapešť–Subotica. Dále zde zastavuje několik osobních vlaků v trase Kelebia–Kunszentmiklós-Tass–Budapešť.

## Tratě
Zastávkou prochází tato trať:
- Budapešť–Kunszentmiklós-Tass–Kelebia (MÁV 150)